# Lista de membros da Royal Society eleitos em 1680
Esta é uma lista de Membros da Royal Society eleitos em 1680.

## Fellows
- Peter Perkins (m. 1680)
- Sir Jonas Moore (m. 1681)
- Jacobus Pighius (1647 -1682)
- John Wood (m. 1682)
- Johann Christian Heusch (1680 -1684)
- Andrew Clench (m. 1692)
- Thomas Firmin (1632 -1697)
- John Houghton (apothecary) (1645 -1705)
- Denis Papin (1647 -1712)
- Robert Nelson (nonjuror) (1656 -1715)
- Antoni van Leeuwenhoek (1632 -1723)
- Frederick Slare (1647 -1727)